# Иван Шентев
Иван Григоров Шентев (Шентов) е български революционер, деец на Вътрешната македоно-одринска революционна организация.

## Биография
Иван Шентев е роден в 1883 година в град Охрид, тогава в Османската империя, днес в Северна Македония. Влиза във ВМОРО през 1904 година. През 1911 година извършва атентат на Турската банка в Битоля. През същата година поставя бомба в конака в Охрид, вследствие на което е арестуван и изтезаван. През 1912 година е четник при Александър Талев.
При избухването на Балканската война в 1912 година е доброволец в Македоно-одринското опълчение в трета отделна партизанска рота и Сборната партизанска рота на МОО. Награден е със сребърен медал
След Междусъюзническата война е четник при Тале Андонов.
Иван Григоров Шентов като протогеровист е въдворен от полицията в почивната станция на с. Долна баня, впоследствие на 07.02.1939 год. е освободен. Преди това е бил в изолационния полицейски пункт в Стара Загора, поради доброто му държане е предложен за освобождение.
Работи като обущар в София, през 1943 година подава молба за българска народна пенсия.